# Промклево
Про́мклево — село в Дмитровском районе Орловской области. Входит в состав Алешинского сельского поселения.

## География
Расположено в 7 км к юго-западу от Дмитровска по обоим берегам ручья Промклевца, притока Нессы. В 2 км к юго-западу от села находится лесное урочище Промклевская Дубрава. По описаниям дореволюционных источников почва в районе села была глинистой и малоплодородной, но местность считалась здоровой. Высота населённого пункта над уровнем моря — 219 м.

## История
Промклево упоминается как существующее село с церковью начиная со Смутного времени. Около 1610 года сюда перебрался бывший донской казак Иван Позднеев из хутора Позднеевка и стал священником в местной церкви. С 1620-х годов село числится среди селений Радогожского стана Комарицкой волости Севского уезда. По данным 1649 года село Промклево, состоящее из 41 двора, было приписано к Балдыжскому острогу. Местные жители могли укрываться в этой крепости во время набегов крымских татар, а также должны были поддерживать её в обороноспособном состоянии.
В 1705 году в селе было 25 «жительских» дворов и 1 бобыльский; проживало 138 душ мужского пола, из которых 35 были недорослями, 12 числились на военной службе. По переписи 1707 года в Промклеве было 19 жилых, 3 бобыльских и 4 пустых двора; проживало 92 души мужского пола, из которых 17 были недорослями, 8 — бобылями. Как и в других селениях Комарицкой волости, до начала XVIII века местные жители были дворцовыми крестьянами. В 1711 году Промклево входит в состав вотчины молдавского князя Дмитрия Кантемира, дарованной ему Петром I. Таким образом, промклевцы на полтора века оказываются в крепостной зависимости. По 3-й ревизии 1763 года за Кантемирами в селе числилось 132 души мужского пола, за Трубецкими — 52. По данным 5-й ревизии 1797 года за Безбородко здесь числилось 189 д.м.п., за Трубецкими — 59. В конце XVIII века Промклево вошло в состав Дмитровского уезда Орловской губернии.
В XIX веке Промклево имело второе название — Поповка. В 1853 году в селе было 63 двора, проживало 586 человек (275 мужского пола и 311 женского). В ходе крестьянской реформы 1861 года Промклево вошло в состав Балдыжской волости Дмитровского уезда. В 1866 году в бывшем владельческом селе Промклево было 54 двора, проживало 549 человек (278 мужского пола и 271 женского); действовала мельница и 12 маслобоен. В 1877 году в селе было 59 дворов, проживало 590 человек. Местные жители занимались земледелием и отхожим промыслом. К концу XIX века Балдыжская волость была упразднена, Промклево вошло в состав Домаховской волости. В 1894 году в Промклево была открыта земская школа. К 1896 году в селе было 103 двора; действовал хлебо-запасный магазин и ветряная мельница; 2 раза в год, в дни храмовых праздников, устраивалась ярмарка. В конце XIX века в Промклево находилось поместье графа Кушелева-Безбородко. В 1897 году в селе проживало 706 человек (315 мужского пола и 391 женского), всё население исповедовало православие.
В начале XX века банда из Промклево орудовала на большой дороге из Дмитровска в Упорой. Около Промклева дорогу пересекал овраг, заросший кустарником, осинами и берёзами. Это место издавна пользовалось дурной славой. Банда по ночам выходила к «провалищу» с обрезами: стреляли, грабили, убивали. В сентябре—октябре 1919 года село находилось на территории, подконтрольной Белому движению. В феврале 1921 года в Промклево вспыхнуло антисоветское восстание, подавленное чекистами: крестьяне убили председателя сельсовета, спилили несколько столбов, нарушив связь. В 1926 году в селе было 141 хозяйство (в том числе 139 крестьянского типа), проживало 744 человека (347 мужского пола и 397 женского); действовала школа 1-й ступени. В то время Промклево входило в состав Алешинского сельсовета Круглинской волости Дмитровского уезда. С 1928 года в составе Дмитровского района. В 1937 году в селе было 114 дворов.  Во время Великой Отечественной войны, с октября 1941 года по 9 августа 1943 года, находилось в зоне немецко-фашистской оккупации. В 1940-е годы в селе действовал колхоз «Красный Воин».

## Храм Василия Великого
Православный храм, освящённый в честь Василия Великого, упоминается вместе с Промклево с начала XVII века. В состав прихода, помимо Промклева, входили деревни: Вижонка, Кочетовка и Талдыкино. Как минимум, с начала XVIII века в церкви был второй придел, освящённый в честь Параскевы Пятницы. Здесь находилась особо чтимая икона великомученицы Прасковьи. В честь неё в 10-ю пятницу после Пасхи ежегодно совершался торжественный крестный ход к колодцу. Последнее деревянное здание храма было построено в 1797 году на средства прихожан. Церковь не отапливалась, вмещала 400 человек.

## Население
| 1853 | 1866 | 1877 | 1897 | 1926 | 1979 | 2002 |
| ---- | ---- | ---- | ---- | ---- | ---- | ---- |
| 586  | ↘549 | ↗590 | ↗706 | ↗744 | ↘125 | ↘52  |
| 2010 | 2011 |      |      |      |      |      |
| ↘17  | ↗35  |      |      |      |      |      |

## Известные уроженцы, жители
Савченков, Николай Григорьевич — советский хозяйственный, государственный и политический деятель.  Депутат Верховного Совета Таджикской ССР 9-12-го созывов.

## Инфраструктура
Личное подсобное хозяйство с зоной сельскохозяйственного использования, индивидуальная застройка усадебного типа.

## Транспорт
Деревня доступна автотранспортом. Остановка общественного транспорта «Поворот на Промклево».